# Johann Nikolaus Forkel

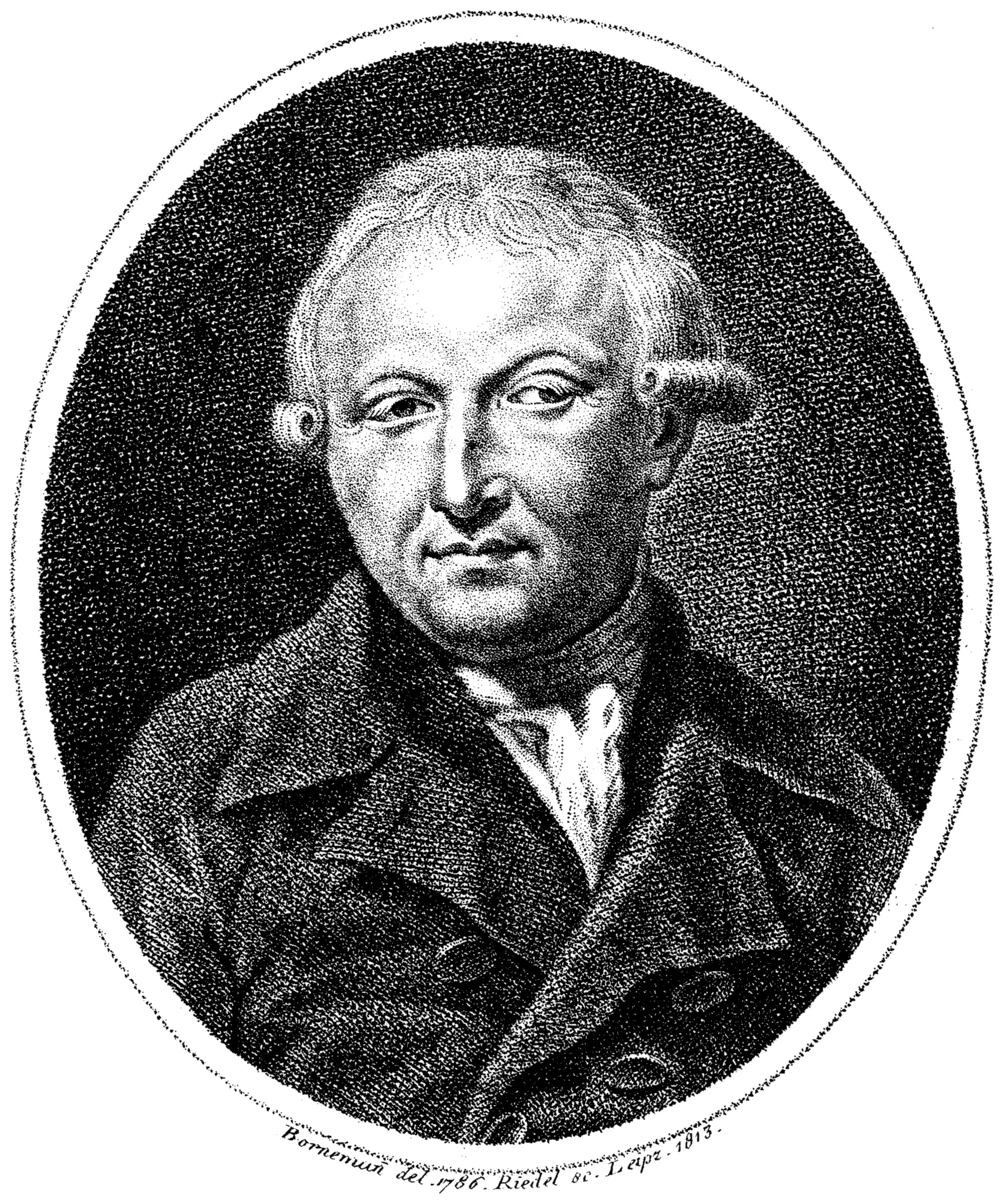
Johann Nikolaus Forkel

Johann Nikolaus Forkel (Meeder in Coburg, 22 februari 1749 – 20 maart 1818) was een Duits musicus, componist en musicoloog.

## Biografie
Forkel was de zoon van een schoenmaker en ontving zijn eerste muzikale onderwijs (met name les op het toetsinstrument) van Johann Heinrich Schulthesius, de plaatselijk cantor. Veel leerde hij echter als autodidact, en dan voornamelijk de muziektheorie. Als tiener was hij zanger in Lüneburg, en studeerde 2 jaar rechten aan de universiteit in Göttingen. Hij zou meer dan 50 jaar aan de universiteit verbonden blijven, in de vorm van uiteenlopende banen, zoals muziektheoriedocent, organist, klavierleraar, en uiteindelijk directeur van de muziekafdeling. In 1787 ontving hij een eredoctoraat filosofie aan dit instituut.
Forkel wordt gezien als de grondlegger van de historische musicologie. Hij maakte daar een academische discipline van, en zette daarbij de standaard voor het studieplan.
Hij was groot bewonderaar van Johann Sebastian Bach, wiens muziek hij tevens onder de aandacht bracht. Hij schreef ook de eerste biografie over Bach in 1802. Deze biografie heeft grote betekenis voor Bach-onderzoekers, omdat Forkel ook contact had met Bachs zonen Carl Philipp Emanuel Bach en Wilhelm Friedemann Bach. Dit verschafte hem veel waardevolle informatie over Bach.
Zijn boekenverzameling die door hem met zorg was samengesteld is nu deel van de bibliotheek van Berlijn en ook deels van de bibliotheek van het Königliche Institut für Kirchenmusik.

## Publicaties
- Über die Theorie der Musik (Göttingen, 1777)
- Musikalisch kritische Bibliothek (Gotha, 1778)
- Allgemeine Geschichte der Musik (Leipzig, 1788, 1801) Universiteit van Strasbourg - Digitale Bibliotheek.

Dit laatste boek is zijn belangrijkste werk. Hij schreef daarnaast ook nog een lexicon over muziekliteratuur, dat vol waardevolle gegevens staat.
- Über Johann Sebastian Bachs Leben, Kunst und Kunstwerke, 1802.

Hoewel Forkel als componist veel schreef is er tegenwoordig weinig aandacht voor zijn composities. Noemenswaard is zijn serie variaties over het Engelse lied "God Save the King" voor klavecimbel , en dat Georg Joseph Vogler een harde kritiek over dit werk schreef, toen ze in 1793 in Frankfurt werden gepubliceerd samen met een andere set variatiewerken.